# Кидонеа
Кидонеа (грч. Κυδωνέα) је насељено место у општини Лагадина у периферији Средишња Македонија, Грчка. Према попису из 2021. године било је 35 становника.
Према бугарском географу и историчару, Василу Канчову, у Кидонеи је 1900. године живело 750 Турака. Село се састојало од Ајвалик, Асир, Кајдаг, Ајдолу, Караџали, Урумли (Робу) и Џами Махале. На попису из 1920. године све сеоске махале (осим Караџали) имале су 79 становника, јер је село настрадало током Првог светског рата. Године 1924. турско становништво је принудно исељено у Турску а на њихово место су насељене грчке избеглице. На попису из 1928. године Кидонеа је имала 150 становника. Село се раније звало Ајваликдере Махала.